# (3442) Yashin
(3442) Yashin (1978 TO7) – planetoida z grupy pasa głównego asteroid okrążająca Słońce w ciągu 5,6 lat w średniej odległości 3,15 j.a. Odkryła ją Ludmiła Żurawlowa 2 października 1978 roku.